# 국도 제507호선 (일본)
일본 507번 국도(일본어: 国道507号→국도 507호)는 오키나와현 이토만시를 출발, 시마지리군 야에세정·하에바루정 등을 거쳐 나하시까지 이어주는 일본의 일반 국도 노선이다. 그러나 이 국도 노선은 일본 국도 노선 중 가장 마지막 번호이자 막내로 부여받은 국도 노선이기도 하다.

## 주요 경유지
- 이 도로는 오키나와현을 위주로 관통하는 노선이다.
  - 경유하는 구간: 이토만시 - 시마지리군 (야에세정 - 하에바루정) - 나하시

## 주요 교차도로
- 58번 국도
- 331번 국도
- 나하 공항 자동차도 (구 506번 국도)
- 329번 국도
- 330번 국도
- 390번 국도

## 기타
- 대한민국에 비유하면 현재의 제주특별자치도에 놓인 예전의 대한민국 99번 국도와 같은 개념이 된다.